# سارتر ۱۱۳۸۴
سیارک ۱۱۳۸۴ (به انگلیسی: 11384 Sartre، نامگذاری:1998SW143) یازده هزار و سیصد و هشتاد و چهارمین سیارک کشف شده‌است که در ۱۸ سپتامبر ۱۹۹۸ کشف شد.
قدر مطلق سیارک برابر ۱۵٫۴۰ است.